# Jean Cappus
Jean (Baptiste) Cappus, né le 6 octobre 1689 à Dijon (France) et mort le 10 mars 1751 dans la même ville, est un compositeur français de la période baroque.

## Biographie
Il est le plus jeune fils de François Cappus, organiste, chanteur et compositeur de Dijon, et Anne Hervelin. Jean Cappus se marie avec Marie-Michelle Dotée le 17 octobre 1729. Le couple a deux fils, Louis et Nicolas.
En 1734, Jean Cappus devient le directeur du théâtre de Dijon. Il a été « Pensionnaire de la Ville de Dijon », « Maître Ordinaire de la Ville de Dijon » et musicien pour Louis IV Henri de Bourbon-Condé. Il a aussi travaillé régulièrement comme compositeur pour le Collège des Jésuites de Dijon pour lequel il a composé de la musique d'accompagnement pour les pièces de théâtre (mais seul le texte a été conservé, pas la musique). Jean Cappus loue l'hôtel de Barres à Dijon (qui est aujourd'hui le square Carrelet de Loizy) en 1734. Il y dirigea de nombreuses productions jusqu'à sa mort. Un aperçu de sa manière de diriger est donné par Lantin Damerey en 1838 : « Rameau jouait au clavecin et Cappus dirigeait l'orchestre avec une vanité égale à un général d'armée à la tête de ses troupes. Sa femme prenait la relève s'il en était besoin. ».

## Œuvres
- Étrennes de musique contenant une méthode courte et facile pour apprendre cet art en très peu de temps, Paris, Lecler, Boivin, l'auteur, 1730. (Édition en facsimilé : Minkoff, 1989, Indiana University Transcription moderne)
- Premier livre de pièces de viole et la basse continue, Paris, Boivin, Le Clerc, 1730. RISM A/1 C 927. (Facsimilé sur Gallica)
- Premier recueil d'airs sérieux et à boire, Paris, Boivin, 1732 (perdu)
- Second recueil d'airs sérieux et à boire, Paris, Boivin, 1732 (perdu)
- Sémélé, ou La Naissance de Bacchus. Cantate à voix seule avec simphonie, Paris, Boivin, Le Clerc, Cappus, 1732. RISM A/1 C 925 (Facsimilé sur Gallica)
- Second livre de pièces de viole, Paris, Boivin, 1733 (perdu)
- Air Ah! J'entends que la foudre gronde, "Mercure de France", [Paris], s.n., décembre 1734, vol. II, p. 2906 et folio suivant. RISM A/I C 926. (Facsimilé sur Gallica)

Pour les autres compositions vocales et instrumentales qu'on peut attribuer à Cappus, certaines ont été publiées dans des anthologies mais la plupart sont perdues. Voir J. Dunford et Y. Beuvard, Jean (-Baptiste) Cappus – the forgotten violist: an inventory of his life and works, The Viola da Gamba Society Journal, vol. 11 (2017), pp. 49–52.